# Raalte (plaats)

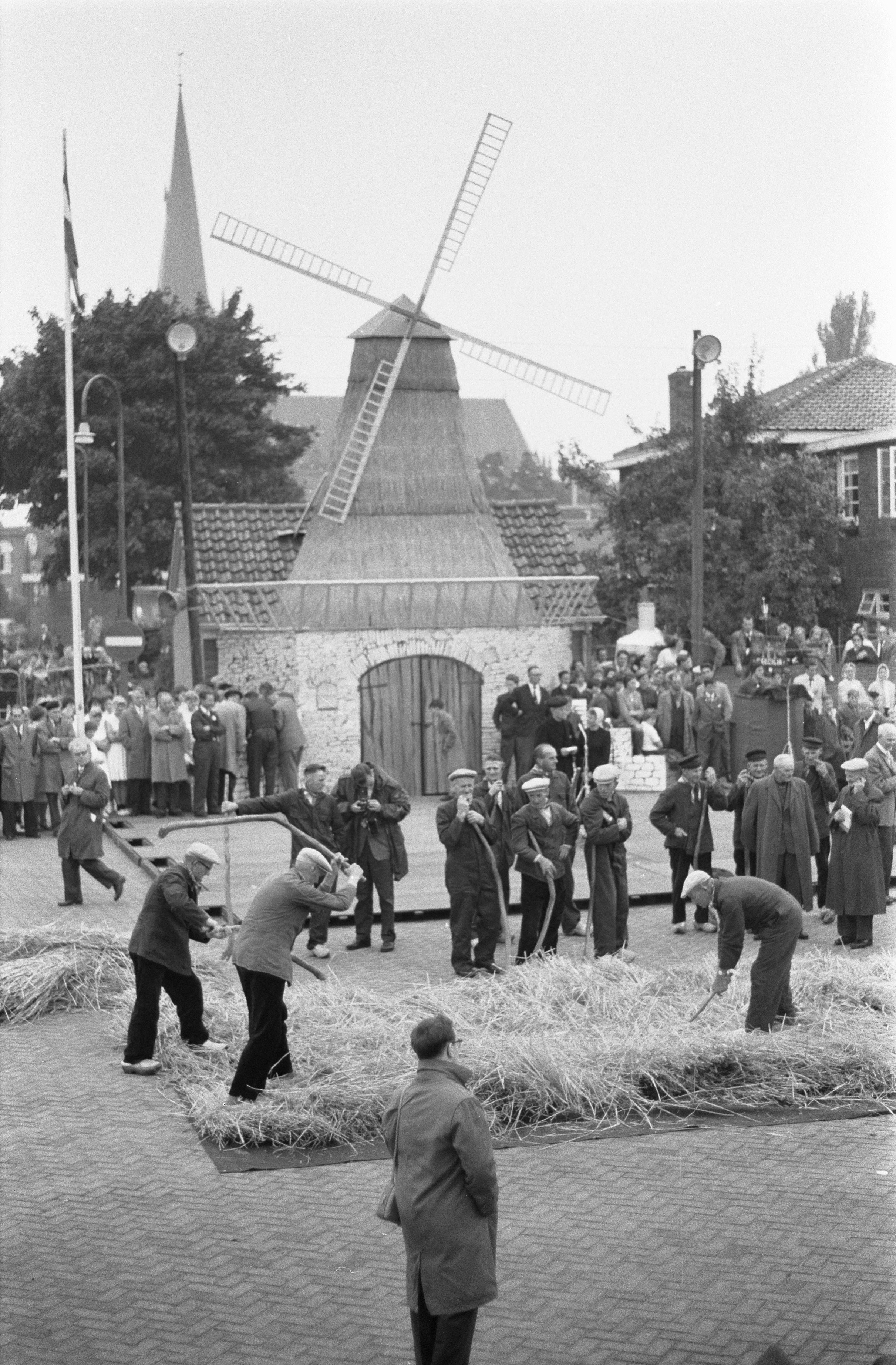
Stöppelhaene (1961)

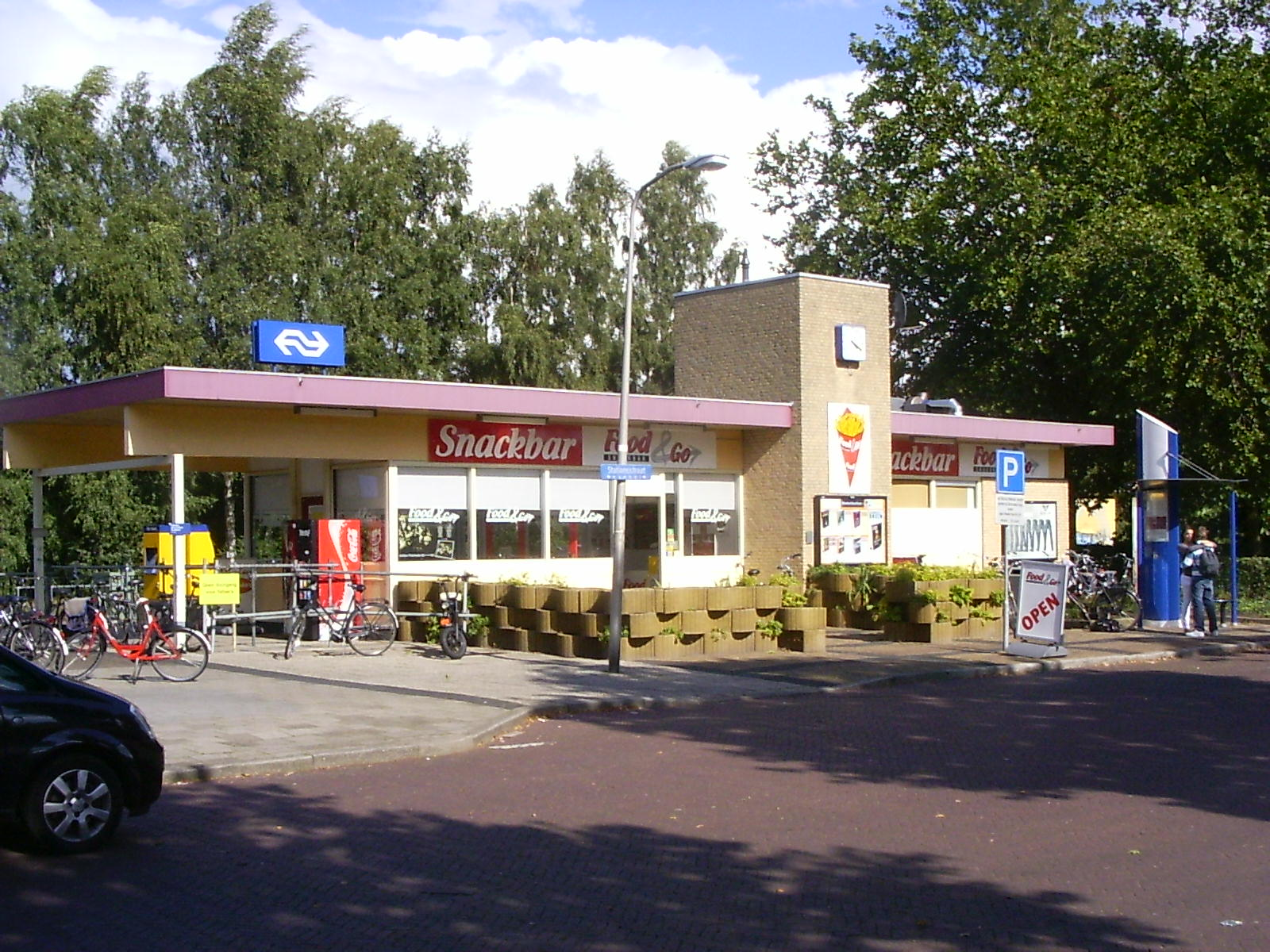
Als snackbar in gebruik genomen stationsgebouw van Raalte

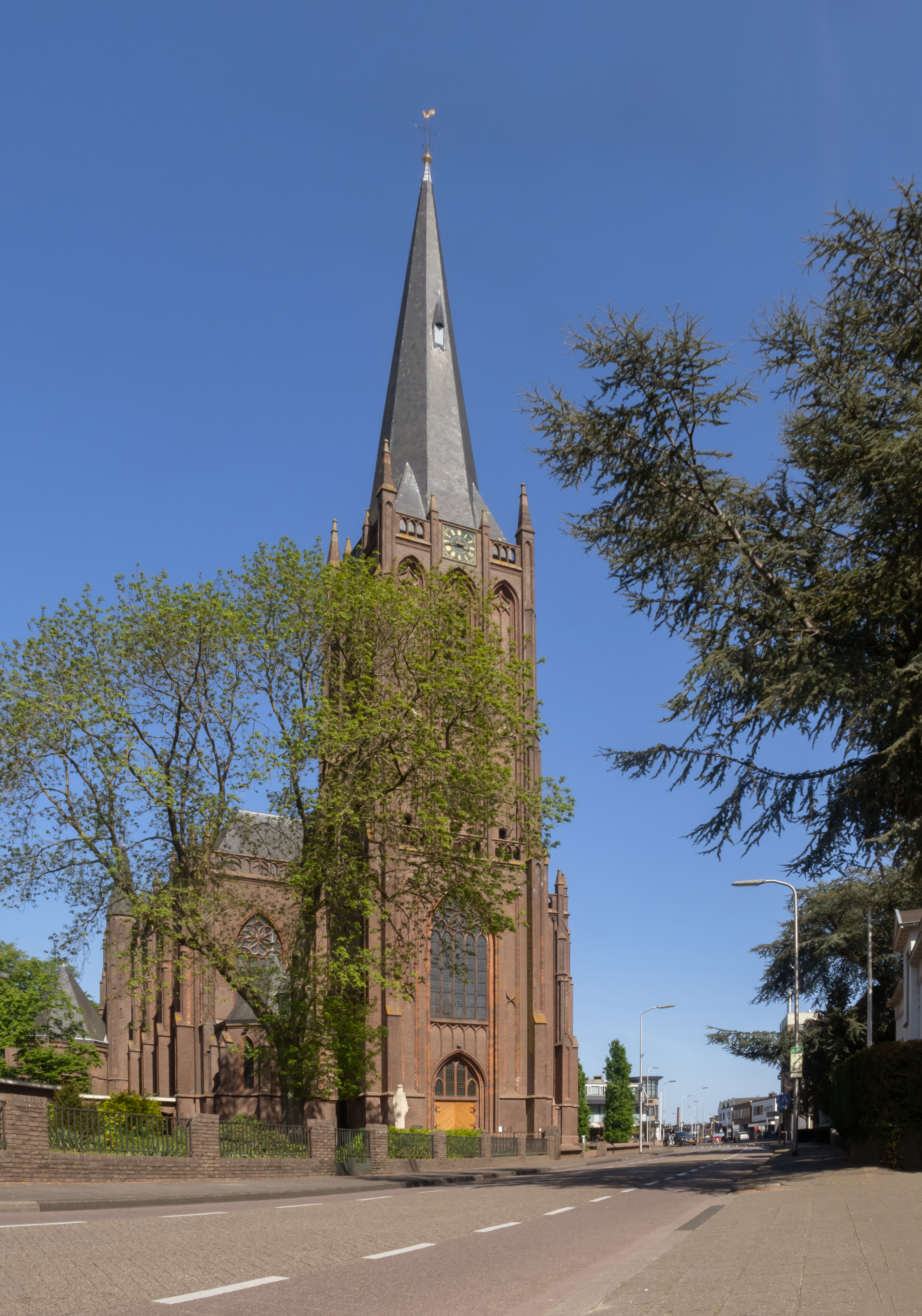
Basiliek van de Heilige Kruisverheffing

Raalte (uitspraakⓘ) (Nedersaksisch: Roalte) is een plaats in de Nederlandse provincie Overijssel in het centrum van Salland. Het is de hoofdplaats van de gemeente Raalte.

## Geografie

### Wijken in de plaats Raalte
- Raalte - centrum
- Het Raan Oost
- Het Raan West
- De Enk
- Oversticht
- De Berkte
- Olykampen
- Tijenraan
- Vloedkampen
- Westdorp
- Blekkershoek
- Drostenkamp
- Franciscushof
- Salland 1 en 2
- Langkamp 1 en 2
- Hartkamp 1 en 2

Bedrijventerreinen
- Zegge 1 t/m 6
- Sallandse Poort

## Cultuur

### Bezienswaardigheden
- De Nederlands Hervormde Plaskerk, met delen in Romaanse en laat-gotische stijl.
- De Rooms-Katholieke basiliek, de H. Kruisverheffing een neogotisch bouwwerk, gebouwd tussen 1890-1892.
- American Motorcycle Museum, museum met oude Amerikaanse motorfietsen van merken zoals: Harley-Davidson en Indian.

### Monumenten
In Raalte zijn er een aantal rijksmonumenten, gemeentelijke monumenten en oorlogsmonumenten, zie:
- Lijst van rijksmonumenten in Raalte (plaats)
- Lijst van gemeentelijke monumenten in Raalte
- Lijst van oorlogsmonumenten in Raalte

### Feesten
In Raalte zijn er jaarlijks twee grote feesten: Stöppelhaene en Ribs & Blues. Stöppelhaene is een Oogstfeest dat al sinds 1951 in het laatste weekend (woensdag tot en met zondag) van augustus wordt gevierd. Hoogtepunt is het Oogstcorso op donderdag. Ribs & Blues is een muziekfeest met onder andere bluesmuziek dat sinds '97 wordt gehouden in het pinksterweekend. Verder zijn er nog andere feesten in Raalte zoals het Salland festival (2014 was de laatste keer), Streetlive, Pedro Pico Pop (laatste editie vond plaats in 2018), Salland Natuur Fair, Carnaval, bierweekend en Leontien Ladies Ride.
Het jaar 2023 staat in het teken van het 900-jarig bestaan van Raalte. Meerdere weekenden wordt er aandacht geschonken aan dit jubileum door middel van activiteiten in de kunst-, cultuursector.

## Verkeer en vervoer
Raalte ligt op de kruising van wegen de N35 (Zwolle - Enschede) en de N348 (Arnhem - Hoogeveen). Ook ligt Raalte aan de N332 (Raalte - Lochem) en de N756 (Wijhe - Raalte). De sprinter van Keolis Nederland (Zwolle - Enschede) stopt tweemaal per uur per richting op zowel in Raalte als Heino. Naast de sprinter stopt er op werkdagen eenmaal per uur een intercity Zwolle - Enschede v.v. te Raalte. De intercity reed tot de zomer van 2018 tussen Raalte en Enschede, onderweg stopt deze trein op de stations van Raalte, Nijverdal, Almelo, Hengelo en Enschede. Ten tijde van de bediening door de NS was er sprake van exploitatie met dieseltreinen.
Vroeger was er een spoorlijn Deventer - Ommen met enkele haltes in deze gemeente. Er zijn verschillende busverbindingen naar Zwolle, Deventer en Lemelerveld-Dalfsen. Buurtbussen verzorgen vanaf treinstation Raalte de verbindingen naar o.a. Broekland en Wijhe, Heeten en Olst, Haarle en Nijverdal. Verder ligt Raalte langs het Overijssels Kanaal, maar dit kanaal is niet meer voor reguliere scheepvaart toegankelijk.

## Bekende Raaltenaren

### Geboren
- Petronella van Woensel (1785-1839), schilder
- Sixta Heddema (1912-1988), kunstenares
- Annie van Harten (1922-2024), Nederlandse verzetsstrijdster
- Hans Haas (1945-2021), burgemeester
- Theo Pont (1946), acteur
- Tonny van de Vondervoort (1950), politicus
- Gerard Marsman (1952), voetbaltrainer/-bestuurder
- Gerard Nijboer (1955), marathonloper
- Gerrit Jan Gorter (1960), burgemeester
- Stijn Jaspers (1961-1984), atleet
- Robert Vunderink (1961), schaatser
- Jos Wolfkamp (1963), wielrenner
- KlompenVincent (1976), zanger/artiest
- Michel Tielbeke (1981), zwemmer
- Niels Wellenberg (1982), voetballer
- Jan Smeekens (1987), schaatser
- Maaike Jansen (1990), zangeres
- Nick Marsman (1990), voetballer
- Romé Steverink (2002), handbalster
- Stijn Bultman (2005), voetballer

### Overleden
- Henk Feldmeijer (1910-1945), politicus en SS'er